# (4104) Alu
(4104) Alu est un astéroïde de la ceinture principale.

## Description
(4104) Alu est un astéroïde de la ceinture principale. Il fut découvert le 5 mars 1989 à l'observatoire Palomar par Eleanor Francis Helin. Il présente une orbite caractérisée par un demi-grand axe de 2,54 UA, une excentricité de 0,11 et une inclinaison de 15,7° par rapport à l'écliptique.

## Compléments